# Felipe Vázquez
Felipe Javier Vázquez (San Felipe, Yaracuy, 5 de julio de 1991), es un lanzador venezolano de béisbol profesional que juega para los Pittsburgh Pirates de las Grandes Ligas. Anteriormente jugó para los Washington Nationals.

## Carrera
Vázquez fue firmado por los Rays de Tampa Bay como un agente libre internacional el 30 de julio de 2008.
Representó a los Rays en el Juego de Futuras Estrellas de 2012, y fue añadido a la plantilla de 40 jugadores el 20 de noviembre de 2012.

### Washington Nationals
El 13 de febrero de 2014, Vázquez fue transferido a los Nacionales de Washington (junto con José Lobatón y Drew Vettleson) a cambio de Nathan Karns. Al finalizar la temporada 2014, los Nacionales asignaron a Rivero al equipo Mesa Solar Sox de la Liga Otoñal de Arizona. Inició la temporada 2015 en los Syracuse Chiefs de la Liga Internacional de Clase AAA.
El 17 de abril de 2015, Vázquez debutó en Grandes Ligas convirtiéndose en el venezolano N.º 326, al entrar en la parte alta de la novena entrada en la victoria ante los Filis de Filadelfia por 9-2. Permitió dos hits y una carrera en una entrada de labor, ponchando a dos bateadores. El 22 de abril fue incluido en la lista de lesionados debido a una hemorragia gastrointestinal, y regresó al equipo el 1 de junio.

### Pittsburgh Pirates
El 30 de julio de 2016, Vázquez fue cambiado a los Piratas de Pittsburgh junto al lanzador Taylor Hearn, a cambio del cerrador Mark Melancon. Finalizó la temporada 2016 con una marca total de 1-6 y 4.09 de efectividad en 77 entradas lanzadas entre los Nacionales y los Piratas.
En 2017, Vázquez inició la temporada como el preparador (set-up) de los Piratas. Luego de registrar una excelente efectividad de 0.58 en 31 juegos, el 9 de junio fue nombrado co-cerrador junto a Juan Nicasio en detrimento de Tony Watson, rol que posteriormente tomaría por completo. Finalizó la temporada con 21 juegos salvados en 23 oportunidades, y una efectividad de 1.67 en 75 1⁄3 entradas lanzadas.
El 18 de enero de 2018, Rivero acordó un contrato por cuatro años y $22 millones con los Piratas, con una opción del club para extender la firma por dos años más. En la temporada de 2018, Vázquez fue seleccionado para jugar en el Juego de Estrellas de 2018, su primera aparición en el encuentro. Finalizó la temporada con marca de 4-2, 37 salvamentos y una efectividad de 2.70.
En un juego del 7 de abril de 2019 contra los Rojos de Cincinnati, Vázquez fue expulsado después de su papel en un incidente que involucró a Chris Archer, Derek Dietrich, Yasiel Puig, Amir Garrett, Keone Kela y al mánager David Bell. Vázquez fue nuevamente seleccionado para el Juego de Estrellas, en esta ocasión como reemplazo de Zack Greinke. El 10 de septiembre, Vázquez y Kyle Crick se pelearon en la casa club; Crick se rompió el dedo, lo que requirió una cirugía de fin de temporada. El 17 de septiembre, los Piratas colocaron a Vázquez en la lista de restringidos, debido a su arresto por múltiples cargos de contacto ilegal con un menor. En ese momento, su récord de la temporada era de 5-1 con efectividad de 1.65 y 28 salvamentos. También fue puesto en licencia administrativa por la MLB.

## Vida personal
En 2018, cambió su apellido de Rivero a Vázquez para que coincida con el apellido de su hermana, que ha sido una gran parte de su carrera.

### Arresto
El 17 de septiembre de 2019, Vázquez fue arrestado por cargos de manejo de pornografía infantil y solicitarle material privado a una niña de 13 años.